# コッペパン

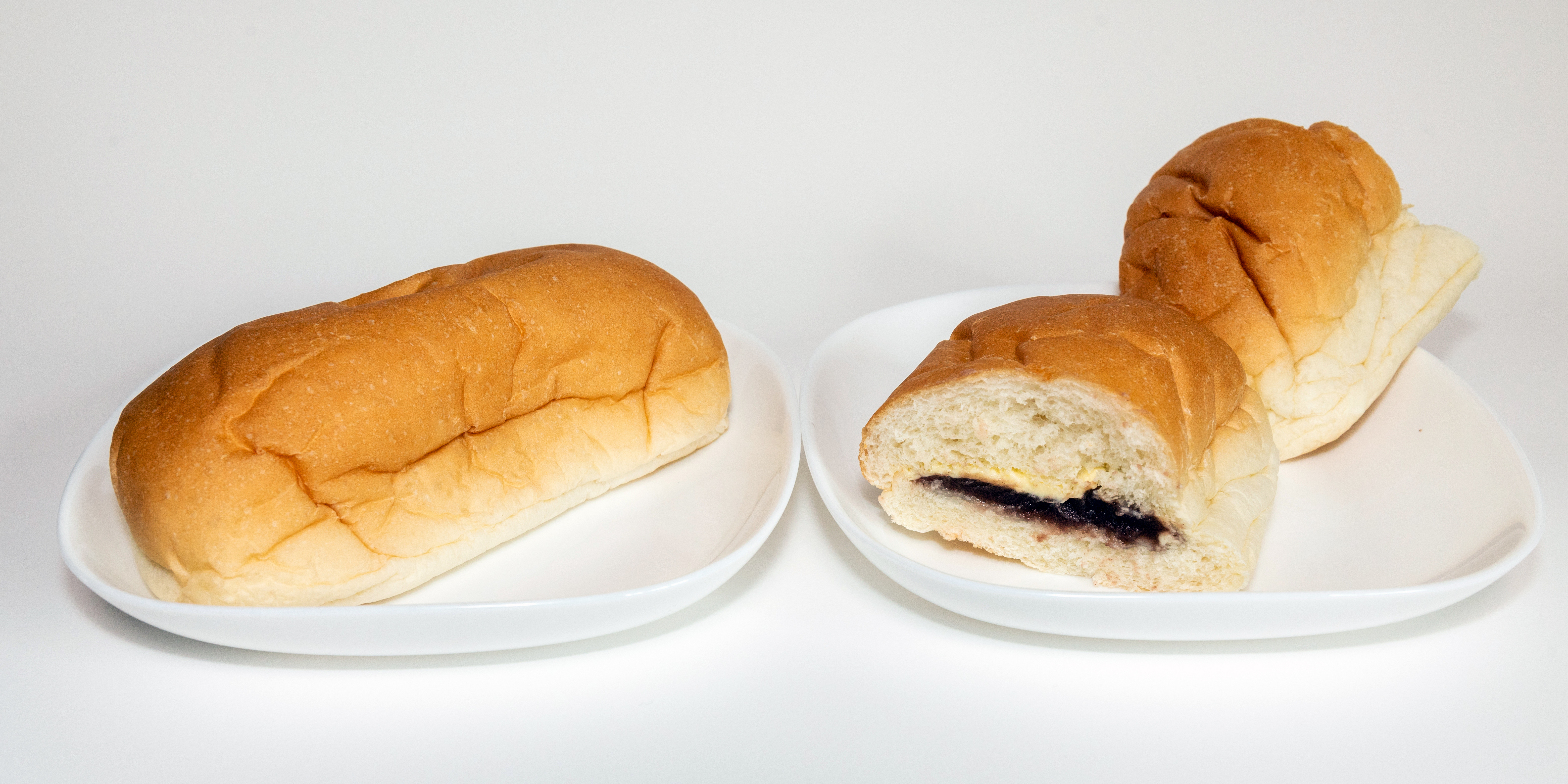
福田パンの「あんバター」コッペパンと、半分に切った状態。半分に切り込みを入れられた中に餡子ペーストとバターが挟まれている。

コッペパンは、紡錘形で、片手で持てる大きさで、底が平たいパンである。日本独自のパンである。
形状はフランスの「coupé(e)（クッペ）」パンや、アメリカ合衆国などで見られるホットドッグバンズ（英: hot dog bun）と似ている。

## 語源・起源
「コッペ」の語源は確かではないが、一説にはフランス語で「切られた」を意味する（仏: coupé(e)）にあるとされる（自動車のクーペと同語源）。スライスされたり、サンドイッチ用に真ん中に切れ目を入れられたりした場合、もう一つは焼き上げる前の生地にナイフで切れ目（クープ coupe）を入れられた場合に、この語が用いられる。日本の一部インターネット・サイトでは、切れ込みが入った紡錘形の小型フランスパンをクーペ（またはクッペ）として紹介しているが、フランスではパンの名称としてはまず聞かれないものである。なお、クープを入れるフランスの小型バゲットはリーンタイプ（小麦粉以外の材料が少ない、特に油分・糖類を添加しないパン）であり、リッチタイプ（小麦粉以外の材料が多い、特にバター・牛乳・卵などの油分、砂糖などの糖類があるパン）である日本のコッペパンとは外皮の固さなど相違点が多い。
『日本国語大辞典』には、石川淳の『焼跡のイエス』（1946年）の一節「弁当用のコペが二きれはひってゐる」が引用として挙げられているが、より古くさかのぼって、太平洋戦争前の日本のシェフが、いわゆるフランスパンを「コツペー」と呼んでいる記録がある。
一説によると、明治末期にアメリカでパンの製法を学び、大正時代にイーストによる製パン法を日本で初めて開発した田辺玄平（たなべ げんぺい）によって考案され、日本独自の発展をしたパンであるともいう。田辺玄平を祖とする丸十製パンによれば、1919年に日本陸軍へ納入するために開発した、食パン生地を使った小型パンをもってコッペパンの元祖とし、丸十の「十」にちなんで毎月10日を「コッペパンの日」としている。

## 太平洋戦争とコッペパン
太平洋戦争中、主食が配給制だった時にコッペパンが考案され、1個が1人の1食相当とされた。

## 学校給食とコッペパン
戦後の学校給食では定番となった。1950年当時の学校給食用パンの規格では、原料配合率は質量比で、小麦粉が100・砂糖が3・マーガリンが2・イーストが2・食塩が1.7で、水分は全質量の37%以下、製品質量は10食あたり1,424gであった。
学校給食では1990年代頃まで、コッペパンが多く提供されることが多かった。。
パンは米飯より手間がかからない、衛生的で栄養的であるなどの説明がされたが、実態は当時の日米間の政治状況が深く関係していた。当時は日本製家電製品や自動車がアメリカに大量輸出され、貿易不均衡が日米の政治問題となっていた。一方でアメリカ政府は国内農業団体や穀物メジャーより、アメリカ産余剰農産物の販路を拡大する政治的圧力に直面していた。当時の日本政府は国内農家保護のため小麦の輸入を制限していたが、アメリカ政府は日本政府に対し、家電・自動車など工業製品の輸入の見返りにアメリカ産小麦の輸入を拡大するよう、政治的圧力を加えた。また学校給食にパンを導入し、児童にパン食の習慣をつけることで、日本国民に小麦消費を習慣づける効果も期待された。当時の日本はコメ生産が過剰となり米がだぶつき、減反政策を実施していたにもかかわらず学校給食が米よりパン食主体となったのには、アメリカ産小麦を日本に輸入・消費させたいアメリカの政治的圧力に、当時の自民党政府が屈した結果であったのである。
2019年現在では飯食が主なので、パン食は週に1-2回程度。コッペパン以外にも食パンやロールパン、クロワッサンなどの多種多様なパンが出されることもあるため、昔に比べてコッペパンの登場回数が減っている場合もある。

## 市販品
食べやすさや様々な具材と組み合わせられる点が好まれるだけでなく、学校給食で出された中高年世代には懐かしさを感じさせることから人気が高い。上記の他、小規模なベーカリーから山崎製パンのような大手まで生産・販売している。喫茶店チェーンや和菓子会社によるコッペパン専門店も展開されている（コメダ「やわらかシロコッペ」、サンメリー「パンの田島」、虎屋「トラヤカフェ・あんスタンド」）。前述のように、切れ目を入れて様々な具材や餡を挟んで食べることが多い。東日本ではパンの横腹を切って上下に開く「腹割り」、西日本では上部を切る「背割り」が多い。
コロッケや焼きそば、スパゲティといった具材を挟んだ物は惣菜パンとして市販されている。これはサンドイッチの一種であり、昼食のメニューとして今も昔も人気の品と言える。
具材との組み合わせが、特定の地域や店舗に限定または特徴的な商品を「ご当地コッペ（パン）」と呼ぶこともある（下記の事例も参照）。

## コッペパンの応用例
そのままか、厚みを半分に切ってつぶあんやマーガリン、ジャム、ピーナッツバターなどを塗ったり、おかずをはさんだりして食べる。牛乳に浸して食べることもある。他にもマーシャルビーンズ（大豆を原料とするチョコレート風スプレッド。丸和油脂株式会社の製品）がある。

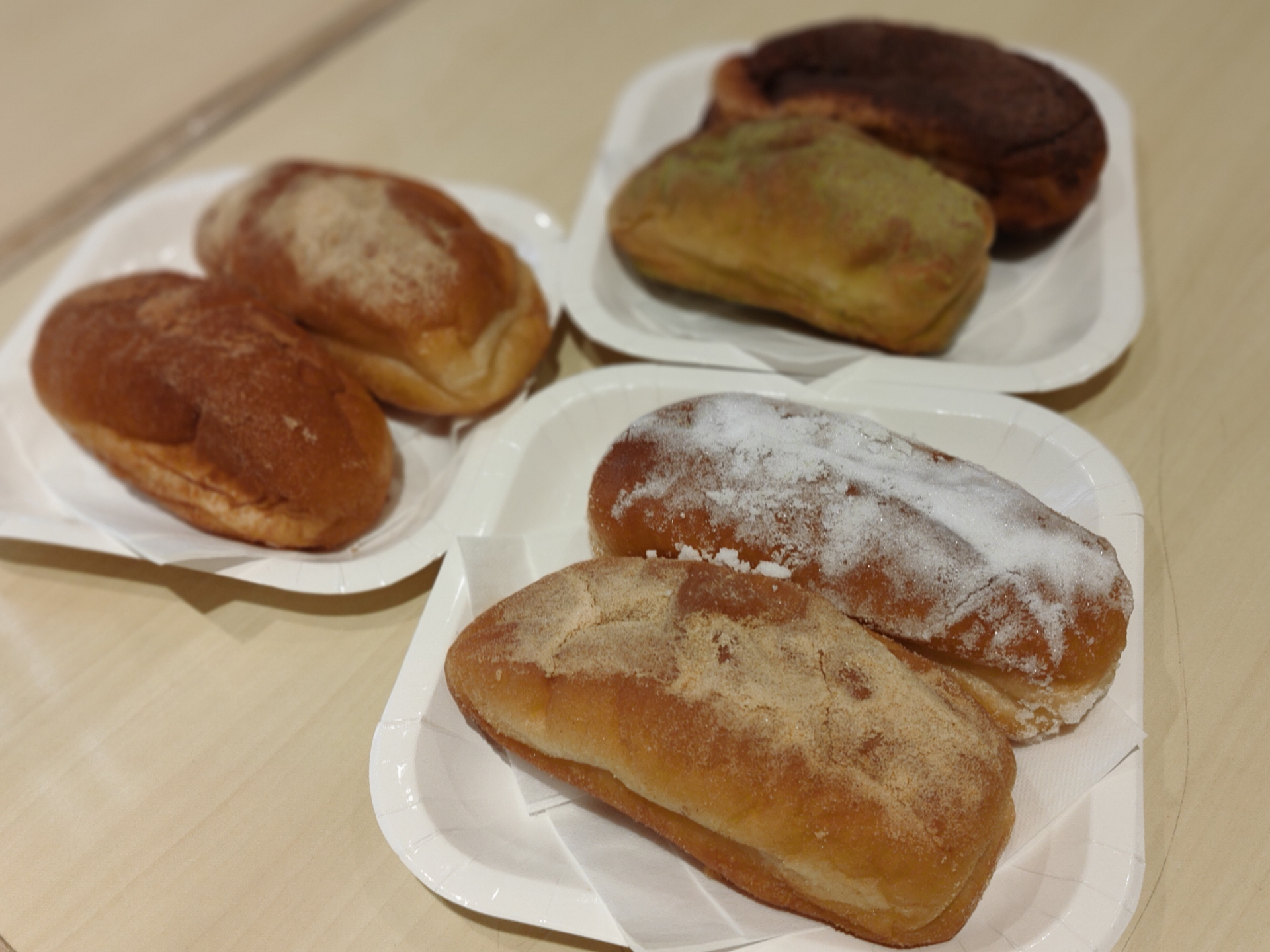
フードトラックで販売されているあげパン

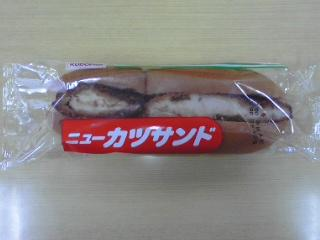
青森県のカツサンド（工藤パン）。長方形や三角ではなく、コッペパンにチキンカツをはさんである。

- 黒糖パン - 黒糖を用いた生地のコッペパン。
- チーズパン - 角切りのプロセスチーズが入ったもの。
- パンプキンパン - カボチャの種が入ったもの。
- キャロットパン - すりおろしたニンジンを生地に混ぜて焼いたもの。
- 揚げパン - パンを油で揚げて、きな粉や砂糖などをまぶしたもの。学校給食にパンが登場したばかりの頃は、まだ一般市民にパン食の習慣がなかったため、子どもたちにパンを残さず食べてもらう工夫として登場した。
- 焼きそばパン - 焼きそばを挟んだもの。
- ホットドッグ - ソーセージなどを挟んだもの。
- クリームパン - 生クリームやカスタードクリームを挟んだもの。
- 小倉マーガリン - 小倉あんとマーガリンを挟んだもの。
- レーズンパン - 生地にレーズン（干しぶどう）が入ったもの。
- 背割りコッペ - 具材を挟むために縦の切り込みが入っているもの。
- ゴマパン - コッペパンにゴマを練り込んだもの。香ばしい匂いがする。
- サラダパン - マヨネーズで和えた沢庵漬けを挟んだもの。
- サンドパン - 新潟県内で提供されている、コッペパンにバタークリームを挟んだもの。